# 청수하천

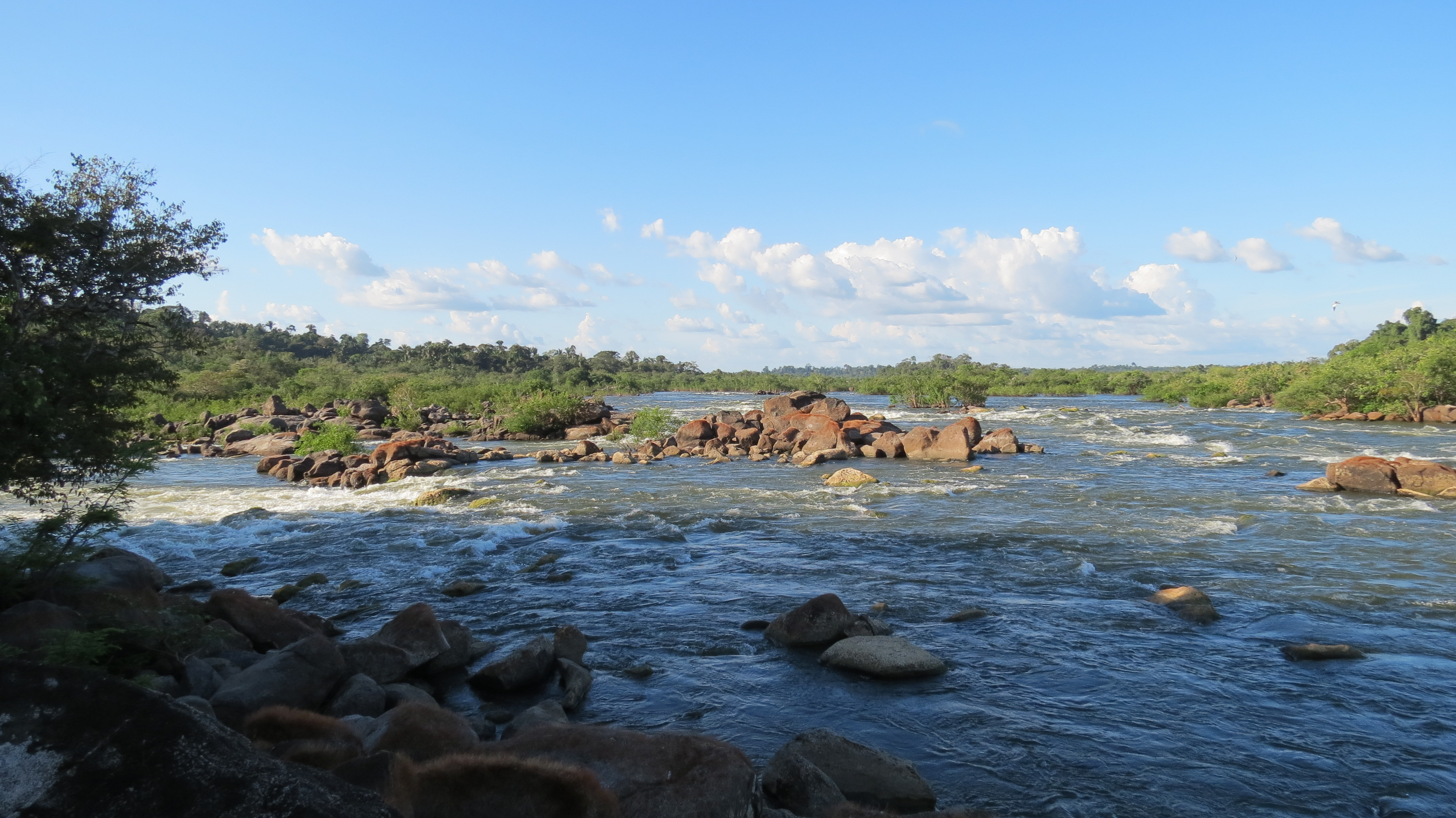

청수하천(영어: clearwater river)은 화학조성, 퇴적물, 물색을 기준으로 분류한 하천의 범주들 중 하나다. 청수하천은 전도성이 낮고, 용해된 고형물 수준이 비교적 낮으며, 산성도는 중성에서 약산성 사이다. 물색은 청록색을 띠며 매우 투명하다. 청수하천에는 종종 유속이 급해지는 구간이 있다.
아마존강 유역의 지류들은 청수・흑수・백수의 세 범주로 분류된다. 이 분류법은 1853년 앨프리드 러셀 월리스가 처음 제안했고, 이후 1950년대-1850년대에 독일의 하랄트 지올리가 화학에 기반해 보다 엄밀한 정의를 확립했다. 대부분의 아마존 지류들은 분명하게 흑수・청수・백수 중 하나의 범주에 속하지만, 일부 하천에서는 혼합된 특성이 나타나며, 계절 및 홍수에 따라 수질이 달라질 수 있다.
남미의 청수하천은 주로 브라질고원 또는 기아나 순상지에서 발원한다.  남미 밖에서는 일반적으로 이 분류가 사용되지 않지만, 청수하천의 특징을 가진 강은 다른 대륙에서도 발견된다.